# Elaterina liassica
Elaterina liassica là một loài bọ cánh cứng trong họ Elateridae. Loài này được Gardiner miêu tả khoa học năm 1961.